# گمینا مالانوو
گمینا مالانوو (به لهستانی:  Gmina Malanów) یک گمینا در لهستان است که در شهرستان تورک واقع شده‌است. گمینا مالانوو ۱۰۷٫۱۷ کیلومتر مربع مساحت و ۶٬۴۵۱ نفر جمعیت دارد.